# Филип Търнър
Филип Търнър (на английски: Philip Turnor) е канадски геодезист и топограф.

## Биография
Роден е през 1751 година в Лейлам, Великобритания. През август 1778 постъпва на работа като геодезист и топограф в „Компания Хъдсънов залив“, занимаваща се с търговия с ценни животински кожи. Действията на агентите на „Северозападната компания“, които устройват своята основна база на езерото Атабаска, и търсещи водни пътища към Тихия океан, сериозно разтревожват управниците на „Компания Хъдсънов залив“. За тази цел Търнър е изпратен в долното течение на Саскачеван в базата Къмбърлънд Хаус и в периода 1790 – 1792 провежда дейности по изследване и картиране на хидрографската мрежа на Западна Канада между река Саскачеуан и Голямото Робско езеро.
Съставя първата, сравнително точна карта на Саскачеуан от Къмбърлънд Хаус (53°57′ с. ш. 102°16′ з. д. / 53.95° с. ш. 102.266667° з. д.) до сливането на реките Северен и Южен Саскачеуан на запад. Течението на река Северен Саскачеуан нанася по данни събрани от индианците, населяващи тези райони. Изследва горния басейн на река Чърчил и открива езерото Търнър (56°35′ с. ш. 108°37′ з. д. / 56.583333° с. ш. 108.616667° з. д.). Изследва и картира река Клируотър, течаща на север от езерото и вливаща се в река Атабаска. Изследва и долното течение на река Атабаска до вливането ѝ в езерото Атабаска, бреговете на езерото и цялото течение на река Робска от езерото Атабаска до Голямото Робско езеро.
Търнър обаче не изпълнява специалната заповед на своите работодатели да изследва река Пис Ривър, която по това време се разглежда ката удобен път към Тихия океан. Заради това веднага след завръщането си е уволнен от компанията.
Умира през 1800 година в Лондон на 49-годишна възраст.

## Памет
Неговото име носят:
- град Търнър Лейк (56°28′ с. ш. 108°42′ з. д. / 56.466667° с. ш. 108.7° з. д.), Канада, провинция Саскачеван;
- езеро Търнър (56°35′ с. ш. 108°37′ з. д. / 56.583333° с. ш. 108.616667° з. д.), Канада, провинция Саскачеван;
- нос Търнър (59°08′ с. ш. 108°37′ з. д. / 59.133333° с. ш. 108.616667° з. д.), на южния бряг на езерото Атабаска, провинция Саскачеван.